# 7 Live
7 Live ist das zweite Live- und Videoalbum des Berliner Rappers Bushido. Es erschien am 15. Februar 2008 über sein Label Ersguterjunge und Sony BMG. Die DVD ist von der FSK ab 16 Jahren freigegeben.

## Inhalt
Das Album enthält einen Konzertmitschnitt von Bushidos Auftritt am 6. Dezember 2007 in der Jahrhunderthalle in Frankfurt am Main. Mit zwölf Liedern wurden die meisten von dem zugehörigen Studioalbum 7 entnommen. Weitere gespielte Stücke stammen von seinen vorher veröffentlichten Studioalben Vom Bordstein bis zur Skyline (drei Songs), Electro Ghetto (ein Track), Staatsfeind Nr. 1 (ein Titel) und Von der Skyline zum Bordstein zurück (zwei Stücke). Außerdem ist je ein Lied aus den Kollaboalben Carlo Cokxxx Nutten II, Vendetta und Alles Gute kommt von unten sowie von Chakuzas Studioalbum City Cobra enthalten. Beim Konzert wird Bushido von den damals bei Ersguterjunge unter Vertrag stehenden Künstlern Kay One, Nyze, Chakuza und DJ Stickle unterstützt.
Die DVD enthält zudem u. a. einen Tourfilm sowie vier Musikvideos.

## Covergestaltung
Das Albumcover zeigt Bushidos schwarze Silhouette beim Auftritt auf der Bühne. Am unteren Bildrand steht in weißleuchtenden Buchstaben der Titel 7 Live und links oben befindet sich Bushidos Logo in Weiß. Der Hintergrund ist in blauen Farbtönen gehalten.

## Titelliste
CD 1:
| #  | Titel                      | Länge | Album                                |
| -- | -------------------------- | ----- | ------------------------------------ |
| 1  | Intro                      | 1:33  |                                      |
| 2  | Hinter dem Horizont        | 4:30  | 7                                    |
| 3  | Es kann beginnen           | 3:26  | 7                                    |
| 4  | Wo du hier gelandet bist   | 3:22  | 7                                    |
| 5  | Berlin                     | 4:08  | Vom Bordstein bis zur Skyline        |
| 6  | So sein wie sie            | 3:47  | 7                                    |
| 7  | Abschaum                   | 4:11  | 7                                    |
| 8  | Universal Soldier          | 3:02  | Von der Skyline zum Bordstein zurück |
| 9  | Bei Nacht                  | 3:46  | Vom Bordstein bis zur Skyline        |
| 10 | Dieser eine Wunsch         | 4:22  | 7                                    |
| 11 | Reich mir nicht deine Hand | 3:21  | 7                                    |
| 12 | Zeiten ändern sich         | 4:05  | 7                                    |

CD 2:
| #  | Titel                                | Länge | Album                                |
| -- | ------------------------------------ | ----- | ------------------------------------ |
| 1  | Electro Faust                        | 0:45  | Vom Bordstein bis zur Skyline        |
| 2  | Typisch ich                          | 4:17  | Electro Ghetto                       |
| 3  | Asylantenstatus                      | 5:10  | 7                                    |
| 4  | Gibt es dich?                        | 3:50  | 7                                    |
| 5  | Denk an mich                         | 3:59  | Carlo Cokxxx Nutten II               |
| 6  | Stadt der Engel                      | 5:33  | 7                                    |
| 7  | Eure Kinder                          | 3:45  | City Cobra                           |
| 8  | Vendetta                             | 4:52  | Vendetta                             |
| 9  | Von der Skyline zum Bordstein zurück | 5:03  | Von der Skyline zum Bordstein zurück |
| 10 | Endgegner                            | 4:41  | Staatsfeind Nr. 1                    |
| 11 | Alles Gute kommt von unten           | 6:11  | Alles Gute kommt von unten           |
| 12 | Alles verloren                       | 4:33  | 7                                    |

Zusatzmaterial der DVD:
| # | Titel                              | Länge |
| - | ---------------------------------- | ----- |
| 1 | Tourfilm                           | 28:54 |
| 2 | Making Of                          | 4:11  |
| 3 | Zeiten ändern sich - Video         | 4:03  |
| 4 | Alles Gute kommt von unten - Video | 3:50  |
| 5 | Reich mir nicht deine Hand - Video | 3:59  |
| 6 | Alles verloren - Video             | 4:18  |
| 7 | Galerie                            | 3:17  |

## Chartplatzierungen
Die Verkäufe des Albums werden mit denen des Studioalbums 7 zusammen gewertet: Nach Veröffentlichung des Livealbums stieg es auf Platz 3 in die deutschen Charts ein und hielt sich 15 Wochen in den Top 100.

## Rezeption
| Professionelle Bewertungen | Professionelle Bewertungen |
| -------------------------- | -------------------------- |
| Kritiken                   |                            |
| Quelle                     | Bewertung                  |
| laut.de                    | [ 3 ]                      |

Die Internetseite laut.de gab dem Album zwei von möglichen fünf Punkten und bezeichnete es als unnötig:

„Ganz klar: Bushido live, das heißt technische Perfektion und detaillierte Durchplanung bis hin zu dem kleinsten Publikumsgag. Platz für Innovation, Improvisation oder all jene spielerischen Noten, die einen Hip Hop Event so liebenswert machen können, bleibt da nicht. […] So bleibt die Frage, welchen Sinn der Erwerb dieser Platte hat. Wer sich von Bushidos atemberaubender Präsenz überzeugen will, tut das am besten live, oder wenigstens zusammen mit den visuellen Möglichkeiten, die ein bodenloses Geldfass bietet, auf der parallel erscheinenden DVD. Wer die Mucke des Gangsterrappers genießen möchte, investiert sein Geld besser in den Erwerb von "7".“